# Tour der neuseeländischen Rugby-Union-Nationalmannschaft nach Australien 1897
| Tour der All Blacks nach Australien 1897 | Tour der All Blacks nach Australien 1897 | Tour der All Blacks nach Australien 1897 | Tour der All Blacks nach Australien 1897 | Tour der All Blacks nach Australien 1897 |
| Übersicht                                | S                                        | G                                        | U                                        | N                                        |
| ---------------------------------------- | ---------------------------------------- | ---------------------------------------- | ---------------------------------------- | ---------------------------------------- |
| Sonstige Spiele                          | 11                                       | 9                                        | 0                                        | 2                                        |
| Gesamt                                   | 11                                       | 9                                        | 0                                        | 2                                        |

Die Tour der neuseeländischen Rugby-Union-Nationalmannschaft nach Australien 1897 umfasste eine Reihe von Freundschaftsspielen der Nationalmannschaft Neuseelands in der Sportart Rugby Union. Das Team reiste im Juli 1897 durch die britischen Kolonien New South Wales und Queensland (heute Teil von Australien). Es bestritt elf Spiele gegen Auswahlteams, davon eines in Neuseeland zum Abschluss; allerdings fanden keine Test Matches statt.

## Spielplan
- Hintergrundfarbe grün = Sieg
- Hintergrundfarbe rot = Niederlage

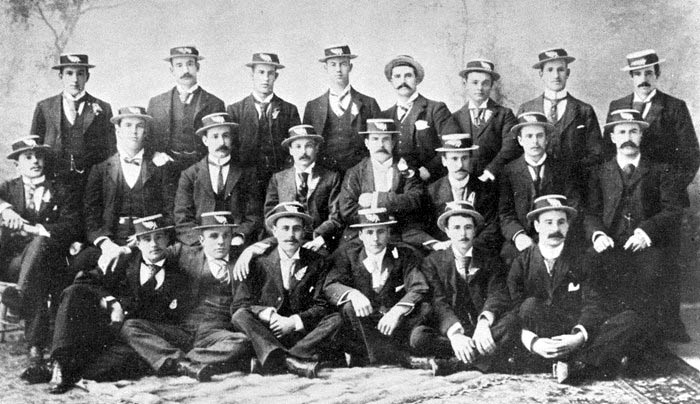
Das neuseeländische Team während der Tour von 1897

(Ergebnisse aus der Sicht Neuseelands)
| #  | Datum           | Gegner                        | Ort       | Stadion               | Ergebnis |
| -- | --------------- | ----------------------------- | --------- | --------------------- | -------- |
| 01 | 03. Juli 1897   | New South Wales Waratahs      | Sydney    | Sydney Cricket Ground | 13:8     |
| 02 | 06. Juli 1897   | Western Districts             | Bathurst  | Bathurst Ground       | 16:15    |
| 03 | 08. Juli 1897   | Central-Western Districts     | Orange    | Orange Ground         | 27:3     |
| 04 | 10. Juli 1897   | New South Wales Waratahs      | Sydney    | Sydney Cricket Ground | 8:22     |
| 05 | 14. Juli 1897   | Northern NSW                  | Newcastle | Sports Ground         | 16:0     |
| 06 | 17. Juli 1897   | Queensland Reds               | Brisbane  | Bowen Bridge          | 16:5     |
| 07 | 21. Juli 1897   | Queensland Reds 2nd XV        | Brisbane  | Union Ground          | 29:5     |
| 08 | 24. Juli 1897   | Queensland Reds               | Brisbane  | Exhibition Ground     | 24:6     |
| 09 | 27. Juli 1897   | New England                   | Armidale  | Armidale Showground   | 53:5     |
| 10 | 31. Juli 1897   | New South Wales Waratahs      | Sydney    | Sydney Cricket Ground | 26:3     |
| 11 | 07. August 1897 | Auckland Rugby Football Union | Auckland  | Potters Park          | 10:11    |

## Kader

### Management
- Tourmanager: G. F. C. Campbell
- Kapitän: Thomas Ellison

### Spieler
| Spieler          | Mannschaft |
| ---------------- | ---------- |
| Lewis Allen      | Taranaki   |
| Barney Armit     | Otago      |
| Alfred Bayly     | Taranaki   |
| Jimmy Duncan     | Otago      |
| Ernest Glennie   | Canterbury |
| Arthur Humphries | Taranaki   |
| Sydney Orchard   | Canterbury |
| William Roberts  | Manawatu   |
| George Smith     | Auckland   |

| Spieler          | Position   |
| ---------------- | ---------- |
| John Blair       | Wanganui   |
| Frank Brooker    | Canterbury |
| Joseph Calnan    | Wellington |
| Robert Handcock  | Auckland   |
| Bill Hardcastle  | Wellington |
| William Harris   | Otago      |
| William McKenzie | Wellington |
| Hugh Mills       | Taranaki   |
| Thomas Pauling   | Wellington |
| William Wells    | Taranaki   |
| Alex Wilson      | Auckland   |